# Grève de Pilbara
Pour les articles homonymes, voir Pilbara (homonymie).
La grève de Pilbara est un fait marquant provoqué par les ouvriers agricoles aborigènes de la région de Pilbara (Australie-Occidentale) pour la reconnaissance de leurs droits, le paiement de salaires équitables et l'amélioration de leurs conditions de travail. 

## Historique
La grève a impliqué au moins 800 ouvriers agricoles aborigènes qui ont effectué une marche reliant les stations pastorales dans le Pilbara le 1er mai 1946, et depuis les bassins d'emploi des deux villes majeures : Port Hedland et Marble Bar. La grève a pris fin en août 1949 mais beaucoup d'aborigènes australiens ont malgré cela refusé de retourner travailler pour les propriétaires Blancs. Ce fait historique est considéré comme étant le plus long mouvement de grève industriel en Australie, et un fait historique important dans le combat des aborigènes pour les droits humains et leur reconnaissance en tant qu'autochtones.

## Conditions de travail des ouvriers agricoles aborigènes
Durant des années les ouvriers agricoles aborigènes du Pilbara ne percevaient aucun salaire et en percevaient seulement dans les fabriques de tabac, farine ou autre produits de première nécessité. Les exploitations agricoles utilisèrent les aborigènes comme des esclaves bon marché. S'il essayaient de quitter leur poste de travail, ils étaient recherchés et ramenés par la police.
Les attaques européennes et les meurtres brutaux sur des familles entières d'Aborigènes font partie de l'histoire de cette région, cependant on retrouve peu de documentation sur le sujet. Une attaque a eu lieu à Skull Creek à côté de Barrow Creek dans les années 1870, ce qui a abouti a un non-lieu. 
Des documents traitant du massacre en 1926 ont été produits par la police sur la mission de la Forest River (maintenant communauté aborigène Oombulgurri), dans l'East Kimberleys. Bien qu'il y ait eu une commission royale à propos du meurtre et du bucher des aborigène dans l'est du Kimberley, aucun responsable de la police n'a été traduit en justice et encore moins condamné.
Pour des salaires honorables et de meilleures conditions de travail, les juristes aborigènes ont recherché des textes de loi dans la constitution coloniale de l'Australie occidentale. Pour que la colonie soit autonome, le gouvernement britannique a insisté pour que les fonds publics en Australie Occidentale dépasse les 500 000 £ et que 1 % soit consacré au bien être des populations autochtones en vertu de l'Article 70 de la constitution. La colonie devait réussir, en s'appuyant sur la législation gouvernementale, à supprimer le budget alloué pour le bien être des autochtones. Des plaignants aborigènes de la Strelley Station ont finalement intenté une action de justice devant la Cour suprême d'État en 1994, afin d'obtenir de rendre non valide l'abrogation de 1905. En 2001, après un long procès, la cour suprême a estimé que l'abrogation de 1905 était légalement inefficace.